# Bahía de Ceuta
Bahía de Ceuta (Ceutabukten) är en bukt i Spanien. Den ligger i den spanska exklaven och autonoma staden Ceuta i Nordafrika. Bukten ligger norr om staden Ceuta och Alminahalvön. Stadens hamn, Puerto de Ceuta, ligger i buktens innersta del. Den avgränsas i väster av udden Punta Blanca och i öster av Isla de Santa Catalina.